# Всемирная церковь «Царство Божие»
Всемирная церковь «Царство Божие» (порт. Igreja Universal do Reino de Deus, IURD) — христианская неопятидесятническая церковь, основанная в Бразилии. Имеет дочерние церкви в 180 странах мира и объединяет 8 млн верующих.
Название церкви иногда переводят как Вселенская церковь царства Божия. Штаб-квартира организации расположена в Рио-де-Жанейро, Бразилия.

## История
Всемирная церковь «Царство Божие» была образована в 1977 году в Бразилии. Её основателем является Эдир Маседу (род. 1945), бывший католик и сотрудник национальной лотереи, который пережил религиозное обращение на евангелической кампании канадского пятидесятнического епископа Роберта Макалистера. С 1974 года Маседу проповедует на площадях Рио-де-Жанейро. Летом 1977 году вместе с единомышленниками Маседу выкупил здание бывшего похоронного бюро и превратил его в церковь.
В первое время проповедь Маседу привлекла не более сотни человек, однако вскоре, благодаря радиошоу, церковь начинает расти и открывать филиалы. Богослужения дочерних церквей проводились в арендованных кинотеатрах Рио-де-Жанейро. В последовавшее десятилетие, церковь открывает общины во всех крупных городах Бразилии.

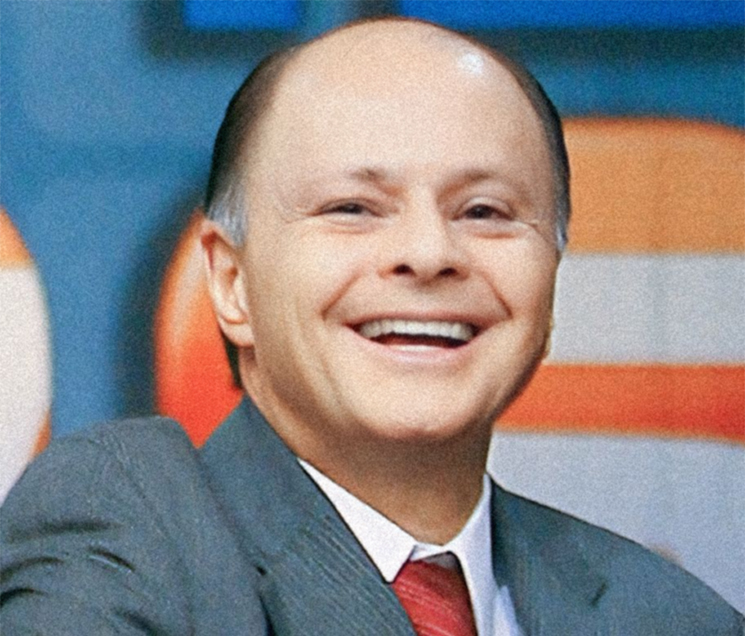
Эдир Маседу, 2007

В 1986 году в Нью-Йорке (США) была открыта первая, за пределами Бразилии, община Всемирной церкви «Царство Божие». Первая церковь в Европе появилась в 1989 году в Лиссабоне. К концу 80-х годов церковь действовала в Азии и Африке.
В 1987 году в Бразилии насчитывалось 365 храмов церкви, в 1989 — уже 571. К 1998 году церковь действовала в 50 странах и имела более трех тысяч общин. К 2001 году численность верующих деноминации достигла 6 млн человек. В 2005 году в самой Бразилии движение объединяло 4 млн прихожан. При этом в ходе переписи населения в 2010 году о своей принадлежности к церкви заявили лишь 1,9 млн человек.
В 2010 году конференция «День решения», ежегодно проводимая церковью во всех городах Бразилии, собрала 10 млн человек.

## Вероучение и практика
По словам лидеров движения, вероучение Всемирной церкви «Царство Божие» основано на Библии. Церковь верит в существование триединого Бога, божественность Христа, богодухновенность Библии. Среди таинств признается водное крещение и Вечеря Господня. Кроме того, движение активно проповедует евангелие процветания. Широкое распространение получила практика изгнания бесов. В 1992 году церковь была исключена из португальского евангельского альянса за чрезмерный акцент на пожертвования и десятины.
В последнее время Всемирная церковь начала осторожный диалог с другими пятидесятническими церквами Бразилии и евангельскими протестантами.

## Церковное имущество

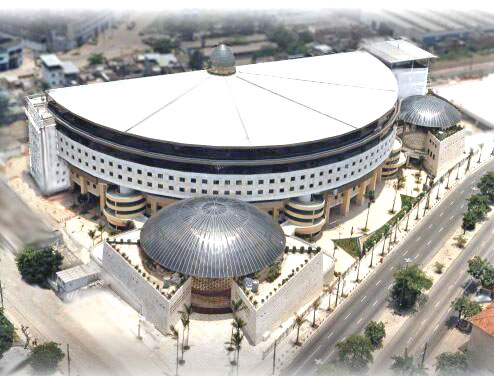
Мировой храм веры

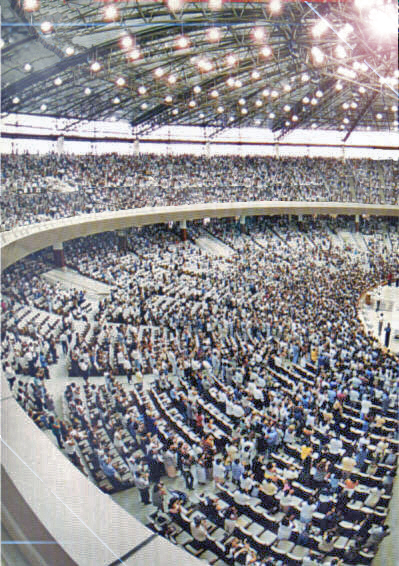
Внутри храма

Главный храм («Мировой храм веры») находится в Рио-де-Жанейро и оборудован сидениями для 15 000 человек. Десятиэтажный храм, построенный в 1980—1999 годах, имеет четырёхэтажную парковку, музей церкви, библиотеку, сады, вертолётную площадку и резиденцию епископа.
В 2010 году церковь объявила о планах построить точную копию Храма Соломона. Здание высотой с 18-этажный дом будет вмещать 10 тысяч верующих, иметь радио- и телестудию, а также классы воскресной школы для 1300 детей. В августе 2014 года Храм был построен, на инаугурации присутствовала президент Бразилии Дилма Русефф, и другие высокопоставленные политики, включая делегацию посольства Израиля в Бразилии.
Церковный медиахолдинг включает ряд газет и журналов, 71 радиостанцию и 23 телеканала, в том числе второй телеканал страны — TV Record. Церкви принадлежат турагентство, строительная и страховая компании, издательство, мебельная фабрика.
По данным журнала «Форбс», основатель церкви Эдир Маседу является действующим миллиардером. В 2014 году совокупное состояние Маседу и его семьи составляло 1,3 млрд долларов; источником обогащения служил преимущественно медиа-бизнес. Также, по сообщениям прессы, в 2013 году Маседу купил 49 % акций бразильского банка Renner.

## Скандалы и судебные преследования
В 1992 году основатель церкви Эдир Маседу был арестован по обвинению в мошенничестве и незаконном обороте наркотиков. Через неделю все обвинения были сняты.

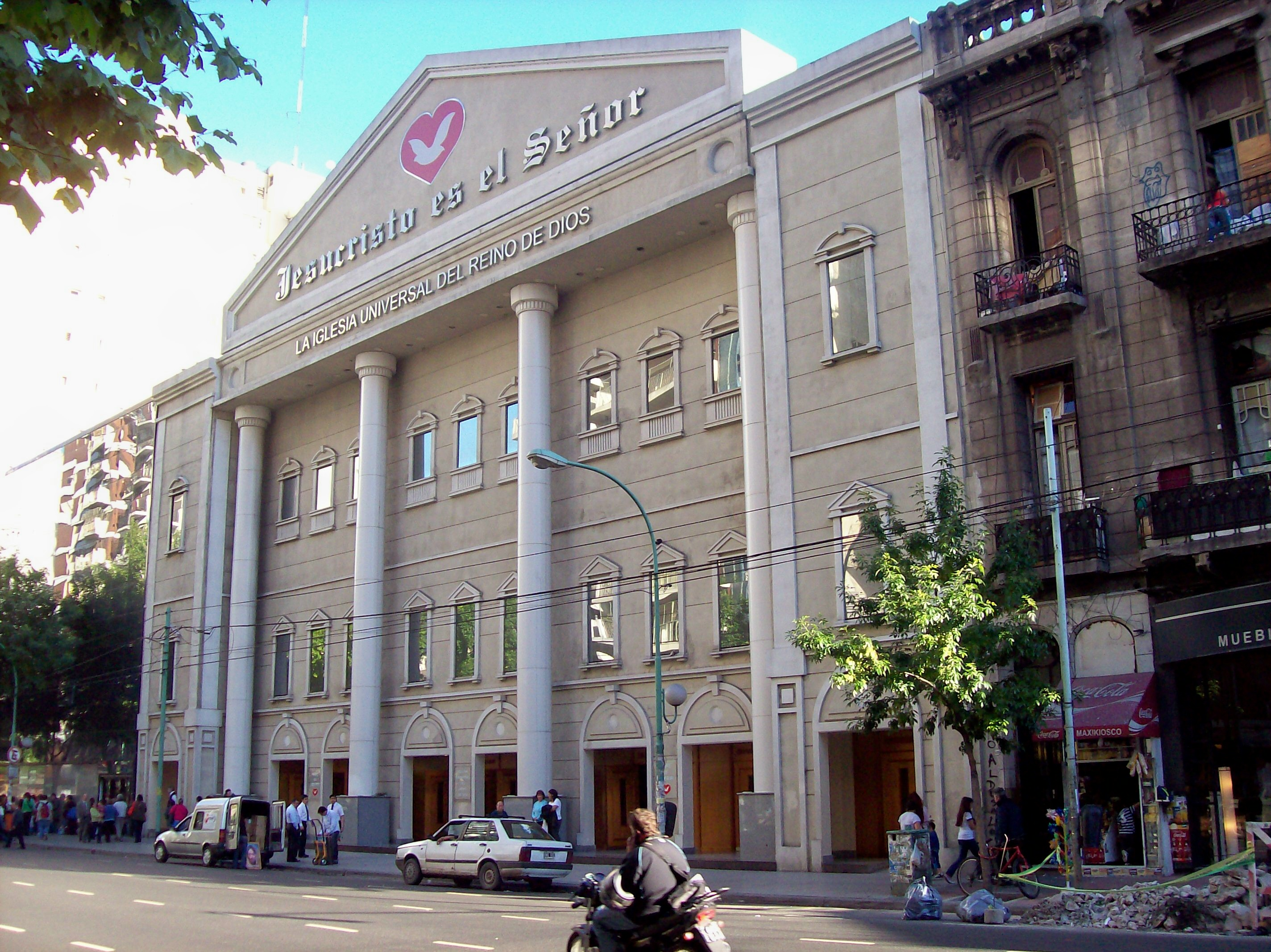
Храм в Буэнос-Айресе

12 октября 1995 года епископ церкви в Сан-Паулу Сержио вон Хелдер в прямом телеэфире ударил ногой статую девы Марии, сказав: «Теперь вы видите, каков конец этого гипса … это не имеет ничего общего с Богом!». Происшествие вызвало сильный резонанс в обществе. Сам Иоанн Павел II призвал бразильских католиков «не воздавать злом на зло».
В 1997 году комитет бельгийского парламента по культам опубликовал доклад, в котором назвал Всемирную церковь сектой и преступным сообществом. Впоследствии церковь выиграла судебный процесс против Бельгии и формулировка была отозвана.
В 2007 году бывшая прихожанка церкви в Кампале потребовала Всемирную церковь вернуть подаренный ею автомобиль. Фрэнсис Адроа пожертвовала свой автомобиль в 2005 году в обмен на обещание исцелиться от ВИЧ-инфекции. После ухудшения состояния Адроа подала в суд и в результате получила автомобиль обратно. Судебные тяжбы между Адроа (требовавшей отремонтировать автомобиль) и церковью (подавшей иск о клевете) продолжались до 2010 года, однако закончились безрезультатно для обеих сторон.
В 2009 году генеральный прокурор Сан-Паулу возбудил уголовное дело против церкви, обвинив десятерых высокопоставленных её членов, включая Маседу, в отмывании денежных средств на сумму 2 млрд долларов. В 2010 году обвинения были сняты.
1 января 2013 года в ходе давки после богослужения церкви на стадионе в Анголе погибло 10 человек. В течение двух месяцев все мероприятия церкви в Анголе были запрещены.
В 2013 году прихожанка Всемирной церкви в Великобритании Надя Эвейда выиграла в Страсбургском суде дело против незаконного увольнения из British Airways из-за ношения христианского крестика.
Церковь запрещалась в Замбии, где она обвинялась в сатанизме.

## АХВЕ «Царство Божие» в России

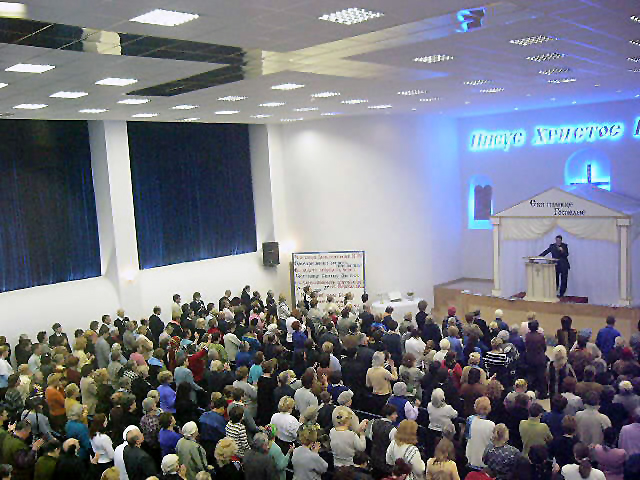
Храм церкви в России

Всемирная церковь «Царство Божие» в России действует с середины 1990-х годов. Юридически движение зарегистрировано как Ассоциация христиан веры евангельской «Царство Божие» и входит в Российский объединённый союз христиан веры евангельской. Старшим пастором движения является Мануэль Моралес.
Головной офис церкви расположен в Москве в здании, купленном церковью в 1997 году. В декабре 2005 года Росимущество в судебном порядке потребовало лишить общину здания. После четырёх лет судебных разбирательств в 2009 году Арбитражный суд Москвы вынес решение в пользу церкви.
По данным сайта церкви, движение имеет общины в Санкт-Петербурге, Краснодаре, Нижнем Новгороде, Новороссийске, Муроме, Пятигорске, Зеленограде, Королёве и Элисте (Калмыкия).

## Критика
Деятельность церкви постоянно критикуется средствами массовой информации, бывшими прихожанами движения, некоторыми исследователями религиозных движений и проч. Наиболее частое обвинение связано с учением церкви о десятинах. Южноафриканская газета The Sowetan собрала свидетельства бывших пасторов церкви, утверждавших, что прихожанам церкви рекомендуется отказаться от своего богатства при вступлении в церковь. Некоторые участники интервью заявили, что церковь превратилась в прибыльную аферу по добыванию денег для обогащения руководителей организации. Исполнительный директор церкви в ЮАР Элвис Преслин отклонил эти обвинения, заявив, что все активы церкви принадлежат самой церкви, а не её епископам, а также указал на ежегодный независимый аудит.
Также церковь постоянно обвиняется в религиозной нетерпимости и оскорблении чувств католиков, иудеев, мусульман, верующих афро-бразильских синкретических культов — умбанда и кандомбле. Светские СМИ обвиняют церковь в гомофобии.